# Capitol Guide Board
Das Capitol Guide Board ist eine aus drei Mitgliedern bestehende Kommission des Bundes, die die Jurisdiktion über den United States Capitol Guide Service beim Kapitol in Washington, D.C. ausübt. 
Dieses Kollegium besteht aus folgenden Amtsträgern: 
1. Architekt des Kapitols
2. Sergeant at Arms des Senats
3. Sergeant at Arms des Repräsentantenhauses

Die Mitglieder des Capitol Guide Board bilden ex officio gleichzeitig das Capitol Police Board, das die Aufsicht über die United States Capitol Police  ausübt.